# Haapasaari (ö i Päijänne-Tavastland, Lahtis, lat 61,32, long 25,50)
Haapasaari är en ö i Finland. Den ligger i sjön Päijänne och i kommunen Padasjoki i den ekonomiska regionen  Lahtis ekonomiska region  och landskapet Päijänne-Tavastland, i den södra delen av landet, 130 km norr om huvudstaden Helsingfors. Öns area är 16,1 hektar och dess största längd är 0,6 kilometer i nord-sydlig riktning.